# Hôtel de Jouéry
L'hôtel de Jouéry est un hôtel particulier de Rodez, dans le département de l'Aveyron en France. Il est situé au 14 place Raynaldy, à 100 mètres de l'hôtel de ville.

## Histoire
Construit au Moyen-Âge, c'est l'une des plus anciennes demeures de la ville conservées à ce jour. Ses propriétaires successifs sont la famille Bonald au XVIe siècle, puis la famille Courtois au XVIe siècle, et enfin la famille Jouéry jusqu'à la fin du XVIIIe siècle. Maurice Fenaille, grand amateur d'art, acquiert l'hôtel en 1913 et en fait don en 1927, à la Société des lettres, sciences et arts de l'Aveyron. En 1939, environ un mois avant la mort du donateur, celle-ci y installe le musée d'archéologie qui portera le nom de Musée Fenaille.
Le musée Fenaille est toujours en place dans cet hôtel particulier. Les façades et toitures du Musée sont classées au titre des monuments historiques par arrêté du 25 juillet 1944.

## Architecture
L'hôtel de Jouéry témoigne du style d'architecture Renaissance en Aveyron, notamment par sa cour intérieure à galeries de bois, sa façade de calcaire, ses pilastres et ses moulures. 